# Кубок-наутилус в виде курицы
«Ку́бок-наути́лус в ви́де ку́рицы» (нем. Trinkgefäß in Gestalt einer Henne) — сосуд работы мастерской немецкого ювелира Венцеля Ямницера (1508-1585). Создан в 3-й четверти XVI века в Нюрнберге. Хранится в Кунсткамере Музея истории искусств, Вена (инвент. номер УК 1060).
Раковина наутилуса входит в число экзотических материалов, которые в XVI веке попадали в Европу через море и находили применение в ювелирном искусстве, как и другие редкие и потому особо ценные природные образцы (орехи гигантской пальмы, яйца страуса и др).
В этом предмете ювелир играет с удлиненной формой экзотической для Западной Европы раковины наутилуса, которая вызвала у него ассоциации с телом курицы, его пышным хвостом и надутой грудью. Поверхность основания этой оригинальной емкости оживлена растениями и небольшими ящерицами, которые представляют собой раскрашенные «слепки природы» из серебра.
На основании изложенного предмет приписывается нюрнбергской мастерской Венцеля Ямницера, которая специализировалась на слепках предметов природы в сельском стиле.